# سياسة مائية

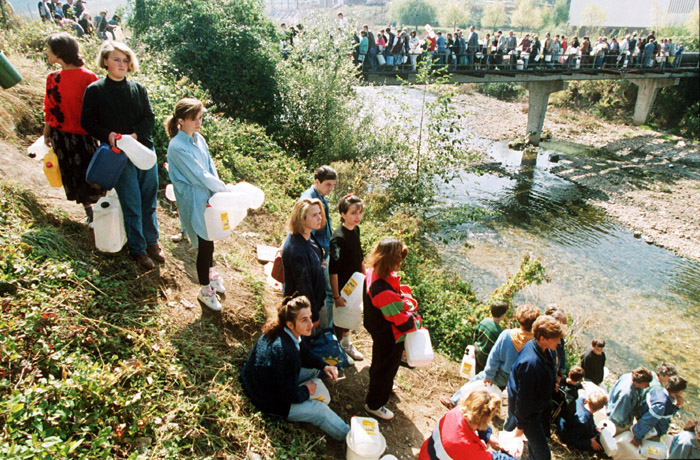
طابور من البشر بانتظار الحصول على مصدر آمن للماء أثناء حصار ساراييفو.

السياسة المائية هي سياسة تتبع غالباً في الدول التي تعاني من شح في مواردها المائية، والتي تتضمن إصدار قرارات وتوجيهات فيما يخص الماء الصالح للاستخدام البشري وتأمينه وتوفير مصدر مستدام منه بحيث يتم ضمان استمرار الحياة والتطور البشري.
عندما تقتصر إدارة المياه على صعيد محلي تعرف القوانين الناظمة غالباً باسم قانون المياه، وفي حال كان المورد المائي مشتركاً ضمن حدود أكثر من دولة، أو يمر بأكثر من دولة (نهر إقليمي مثلاً)، فعندئذ تتولى الدولة وضع سياسة عامة تعرف باسم السياسة المائية. فقد عرّف آرون إلهانس مصطلح السياسة المائية على أنه «الدراسة المنهجية للصراع وللتعاون بين الدول فيما يتتعلق بالموارد المائية العابرة للحدود الدولية».
كما ظهر مصطلح السياسة المائية (بالإنجليزية: Hydropolitics)‏ في العقودالأخيرة من القرن العشرين، وذلك بسبب اضمحلال مصادر مياه الشرب في العالم إجمالاً وفي بلدان العالم الثالث تحديداً، مما أدى إلى حدوث أزمات إقليمية.
ترجع أسباب عدم تناسب أوضاع مياه الشرب من حيث الجودة، الكمية، الندرة والمحدودية في ظل وجود تزايد في أعداد البشر والأنشطة، الاستهلاك الضخم وسوء الاستخدام والتلوثالتدريجي للمياه بالإضافة لتغير المناخ. ولهذه الأسباب تعتبر المياه مورداً طبيعياً استراتيجياً. ولذلك فإن ندرة المياه الصالحة للشرب تساهم بشكل متكرر في النزاعات السياسية في جميع أنحاء العالم مع انخفاض التوافر وزيادة الطلب على المياه. كما توقع البعض أن المياه النظيفة سوف تصبح «النفط القادم» مما جعل دول مثل كندا وشيلي والنرويج وكولومبيا وبيرو هي الدول الأغنى بالمياه في العالم.
يشير تقرير الأمم المتحدةعن تنمية المياه في العالم لعام 2003 من البرنامج العالمي لتقييم المياه إلى أنه في العشرين سنة القادمة، يتوقع أن تنخفض كمية المياه المتاحة للجميع بنسبة 30٪. , وأن حاليا، 40 ٪ من سكان العالم لديهم مياه عذبة غير كافية للحد الأدنى من النظافة حيث توفي أكثر من 2.2 مليون شخص في عام 2000 بسبب أمراض تتعلق باستهلاك المياه الملوثة والجفاف. وفي عام 2004، أفادت منظمة ووتر آيد الخيرية في المملكة المتحدة أن طفلاً يموت كل 15 ثانية من أمراض مرتبطة بالمياه يمكن الوقاية منها. ويرجع هذا لكثير من الأحيان إلى عدم وجود وسائل للتخلص من مياه الصرف الصحي.في حين يلخص برنامج الأمم المتحدة الإنمائي التوزيع العالمي للمياه في تقرير التنمية لعام 2006 بقوله: «جزء واحد من العالم، يدعم سوقاً لمياه معبأة في زجاجات لا تجني أي فوائد صحية ملموسة، ويعاني جزء آخر من مخاطر صحية عمومية حادة لأن الناس يجب أن يشربوا المياه من مخرات السيول أو من البحيرات والأنهار.» المياه العذبة - التي أصبحت الآن أغلى من أي وقت مضى في تاريخنا لاستخدامها المكثف في الزراعة وتصنيع التكنولوجيا العالية وإنتاج الطاقة - تحظى باهتمام متزايد كمصدر يتطلب إدارة أفضل واستدامة الاستعمال.
أصبحت حقوق المياه النهرية للدول المتشاطئة قضايا تمس الدبلوماسية الدولية، بالإضافة إلى حقوق المياه والسياسة المحلية والإقليمية. وتوقع نائب رئيس البنك الدولي، إسماعيل سراج الدين أن «العديد من حروب القرن العشرين كانت تتعلق بالنفط، لكن حروب القرن الواحد والعشرين سوف تكون بسبب المياه ما لم نغير الطريقة التي نديرها بها». إلا أن البعض يجادل بأن النزاعات حول المياه عادة ما يتم حلها عن طريق الدبلوماسية ولا تتحول إلى حروب. وتقول مدرسة فكرية جديدة أخرى إن «المخاوف المتصورة بفقد السيطرة على المياه المشتركة قد تسهم في الاستعداد المستمر للذهاب إلى الحرب بين الدول المتشاطئة، فقط في حالة وجود واحدة من تلك المخاوف».

## المياه مورد حرج
من أهم الأمور، أن المياه العذبة تعتبر مطلب أساسي لجميع الكائنات الحية والمحاصيل والماشية ولكافة الأنشطة الإنسانية. ويعتبر برنامج الأمم المتحدة الإنمائي (بالإنجليزية: UNDP)‏ أن الوصول إليه هو حق أساسي من حقوق الإنسان وشرط أساسي لتحقيق السلام. وكمثال لذلك فقد صرح الأمين العام السابق للأمم المتحدة كوفي عنان في عام 2001، «إن الحصول على المياه الآمنة هو حاجة إنسانية أساسية. وبالتالي، حق أساسي من حقوق الإنسان. إن المياه الملوثة تهدد الصحة البدنية والاجتماعية لكل لإنسان وهي تمثل إهانة لكرامة الإنسان.» مع زيادة التنمية، تتطلب العديد من الصناعات، بما في ذلك الغابات والزراعة والتعدين والتصنيع والاستجمام كميات إضافية كبيرة من المياه العذبة للعمل. بيد أن هذا أدى إلى زيادة تلوث الهواء والمياه معا، مما أدى بدوره إلى خفض جودة إمدادات المياه. إن ممارسات التنمية المستدامة هي الأكثر إفادة وضرورية.
ووفقاً لمنظمة الصحة العالمية، يتطلب كل كائن بشري ما لا يقل عن 20 لترًا من المياه العذبة يوميًا للنظافة الأساسية؛  وهذا يعادل 7.3 متر مكعب (حوالي 255 قدم مكعب) للشخص الواحد سنويًا. واستناداً إلى توافر إمدادات المياه والوصول إليها وتطويرها، فإن أرقام الاستخدام المحددة تتباين بشكل كبير من بلد إلى آخر، حيث توجد لدى الدول المتقدمة أنظمة قائمة لمعالجة المياه للاستهلاك البشري، وتسليمها إلى كل منزل. ولكن في الوقت نفسه، لا تملك بعض الدول في أمريكا اللاتينية، وأجزاء من آسيا، وجنوب شرق آسيا، وأفريقيا والشرق الأوسط موارد مائية كافية أو لم تتطور هذه البنية التحتية أو البنية التحتية إلى المستويات المطلوبة. يحدث هذا لعدة أسباب متنوعة. ولقد نتج عنه صراع وغالباً ما أدى إلى انخفاض مستوى أو كمية استهلاك المياه العذبة للفرد الواحد. هذا الوضع يؤدي إلى المرض، وفي بعض الأحيان إلى الجوع والموت.
إن مصدر كل المياه العذبة تقريبًا أو افتراضيا هو الترسيب من الغلاف الجوي، ويحدث ذلك على شكل ضباب وأمطار وثلوج، كجزء من دورة المياه على مدار الدهر والألفيات وفي الوقت الحاضر. تشكل المياه العذبة 3 ٪ فقط من مجموع المياه على الأرض، ويتم تخزين ما يزيد قليلا عن الثلثين مجمدة في الأنهار الجليدية والأغطية الجليدية القطبية. تم العثور على المياه العذبة غير المجمدة المتبقية كمياه جوفية، مع وجود جزء صغير فقط في الهواء، أو على سطح الأرض. يتم تخزين المياه السطحية في الأراضي الرطبة أو البحيرات أو التدفقات في مجرى مائي أو نهر، وهي المورد الأكثر استخدامًا للمياه. في الأماكن، يمكن تخزين المياه السطحية في خزان خلف السد، ومن ثم استخدامها لإمدادات المياه البلدية والصناعية، لأغراض الري وتوليد الطاقة في شكل الطاقة الكهرومائية. كما تعد المياه الجوفية السطحية، على الرغم من تخزينها في مسام التربة والصخور؛ فإنه يتم استخدامها أكثر من خلال تتدفق المياه داخل طبقات المياه الجوفية. يمكن أن تتواجد المياه الجوفية على حد سواء كنظام متجدد للمياه يرتبط ارتباطا وثيقا بالمياه السطحية وبوصفه نظام مياه سطحي منفصل وعميق تحت سطح الأرض في طبقة المياه الجوفية. هذه الحالة الأخيرة تسمى أحيانا «المياه الأحفورية»، وهي غير قابلة للتجديد بشكل واقعي. عادة، يتم استخدام المياه الجوفية عندما تكون المصادر السطحية غير متوفرة أو عندما يكون توزيع الإمداد السطحي محدودًا.

## السياسة المائية حسب البلد

### دول منظمة التعاون الاقتصادي
مع ما يقرب من 2000 متر مكعب (71000 قدم مكعب) من المياه المستخدمة للشخص الواحد في السنة، تقود الولايات المتحدة العالم في استهلاك المياه للفرد الواحد. من بين الدول المتقدمة في منظمة التعاون الاقتصادي والتنمية، فإن الولايات المتحدة هي الأعلى في استهلاك المياه، ثم كندا مع 1600 متر مكعب (57000 قدم مكعب) من المياه للشخص الواحد في السنة، وهو ما يعادل ضعف كمية المياه المستخدمة من قبل الشخص العادي من فرنسا، ثلاث مرات بقدر متوسط الألمان، وتقريباً ثمانية أضعاف متوسط الدانمارك. يقول تقرير جامعة فيكتوريا لعام 2001 أنه منذ عام 1980، ازداد الاستخدام العام للمياه في كندا بنسبة 25.7 ٪. وهذا أسرع بخمس مرات من الزيادة العامة لمنظمة التعاون الاقتصادي والتنمية التي بلغت 4.5٪. في المقابل، كانت تسع دول منظمة التعاون الاقتصادي والتنمية قادرة على خفض استخدام المياه بشكل عام منذ عام 1980 وهم (السويد، هولندا، الولايات المتحدة، المملكة المتحدة، جمهورية التشيك، لوكسمبورغ، بولندا، فنلندا والدنمارك).

### الهند وبنغلاديش

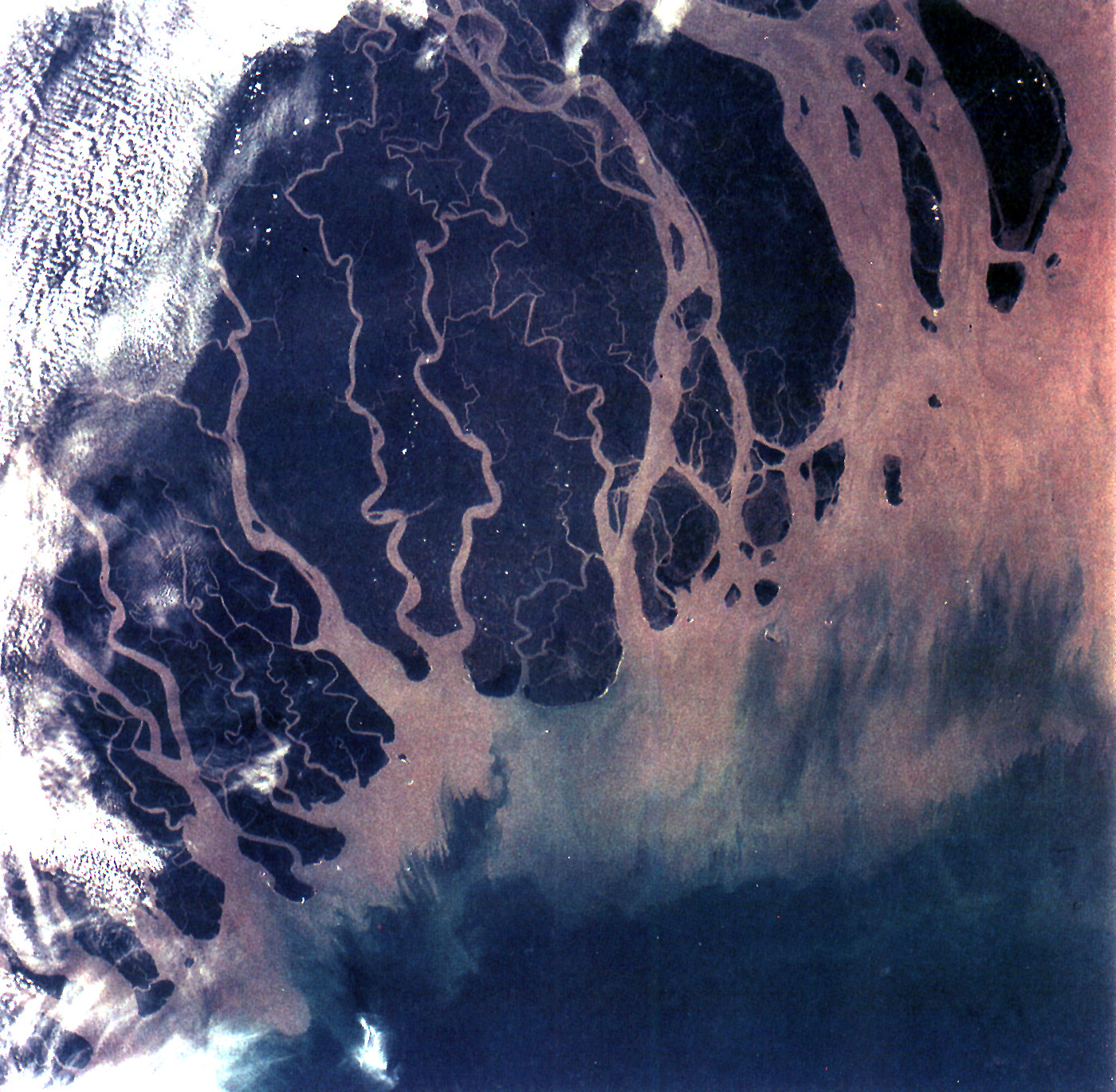
دلتا نهر الجانج بين دولتي الهند وبنجلادش

منطقة الجانج هي منطقة متنازع عليها بين الهند وبنجلاديش. ويجري استنزاف احتياطيات المياه بسرعة وتلوثها، في حين أن نهر جانجوتري الجليدي الذي يغذي النهر يتراجع مئات الأقدام كل عام [19] (يلقي الخبراء باللوم على تغير المناخ ) وتتسبب إزالة الغابات في جبال الهيمالايا في تيارات بباطن الأرض تتدفق إلى نهر الغانج. النهر لتجف. في اتجاه مجرى النهر، تسيطر الهند على التدفق إلى بنغلاديش من خلال قناطر فاركا، على بعد 10 كيلومترات (6 ميل) على الجانب الهندي من الحدود. حتى أواخر التسعينات، استخدمت الهند القناطر لتحويل النهر إلى كلكتا، للحفاظ على ميناء المدينة من الجفاف خلال موسم الجفاف. وقد حرم ذلك المزارعين والمزارعين البنجلاديشيين من مغادرة الأراضي الرطبة في سونداربان وانتشرت غابات المانجروف في دلتا النهر بشكل خطير. وقد وقع البلدان الآن اتفاقا لتقاسم المياه على نحو متساو. ومع ذلك، تبقى جودة المياه مشكلة، مع وجود مستويات عالية من الزرنيخ ومياه الصرف الصحي غير المعالجة في مياه النهر.

### الهند وباكستان
في الآونة الأخيرة بدأت الهند في تشييد سد كيشنجانجا وبالتالي حرمت باكستان من مياهها البالغة 33٪ القادمة في نهر جيههلوم. وتقوم باكستان ببناء نفس النوع من السد الذي يسمى سد نيلوم جيهلوم. جدير بالذكر أنه بعد معاهدة باكو الهندية لعام 1960، ينتمي نهر رافي ونهر سوتليج إلى الهند في حين أن جيهلوم، تشيناب، وإندوس ينتمي إلى باكستان. لكن لا يزال هناك عدم رضا متزايد في الجانب الباكستاني لتقاسم مياهه مع الهند.

### الشرق الأوسط
تعتبر المياه في الشرق الأوسط من أهم الموارد الاستراتيجية والسياسية. فبحلول عام 2025، من المتوقع أن تستخدم دول شبه الجزيرة العربية أكثر من ضعف كمية المياه المتاحة لها بشكل طبيعي. ووفقا لتقرير صادر عن جامعة الدول العربية، فإن ثلثي الدول العربية لديها أقل من 1000 متر مكعب من المياه لكل شخص في السنة، وهو ما يعتبر الحد الأقصى.

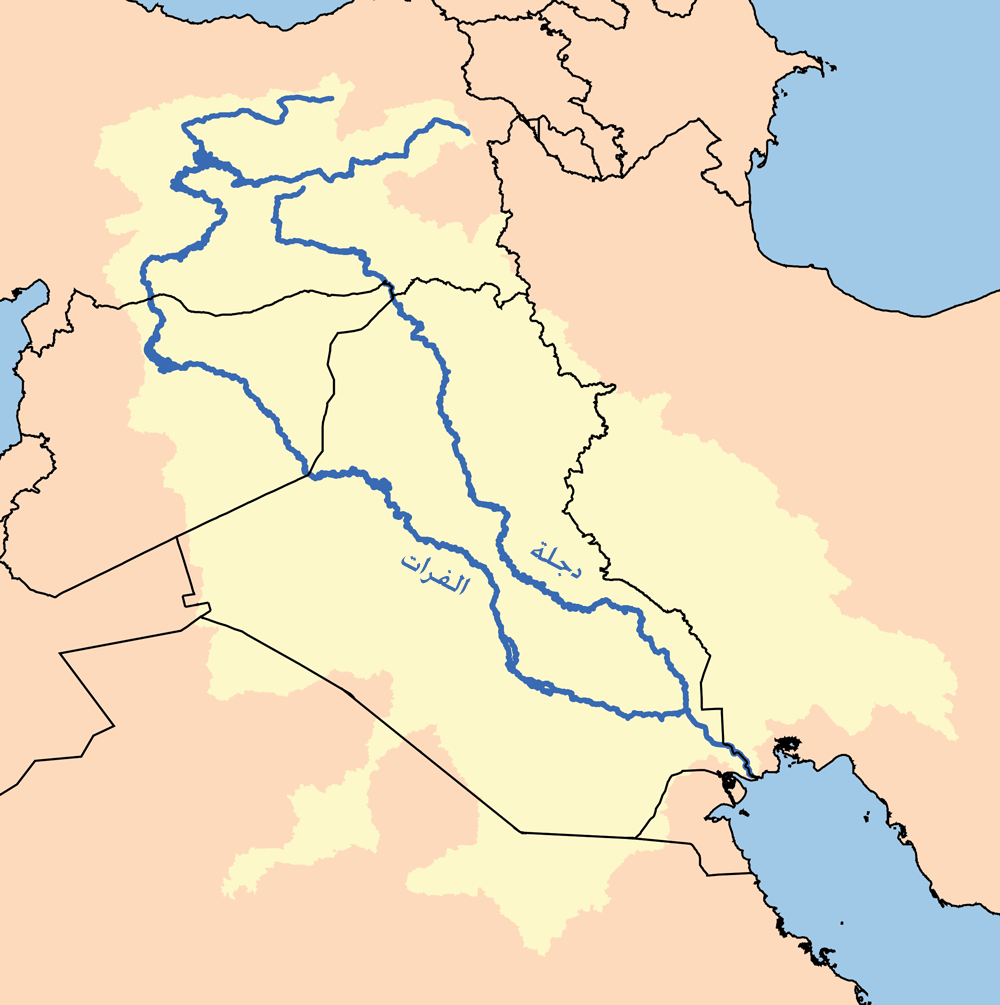
خريطة توضح مسار نهري دجلة والفرات والدول المتشاطئة (تركيا شمالا، سوريا وسطا، العراق جنوبا)

إن سياسة المياه ليست مجالا ناشطا في خطاب العلاقات الدولية، ولا هي قوة ذات أهمية بالمقارنة مع الضغوط السياسية الأخرى، مثل ضغوط البنية التحتية الحيوية (على سبيل المثال، النفط بالنسبة للولايات المتحدة)، أو السيطرة الاستراتيجية، الجيوسياسية الاستراتيجية (على سبيل المثال، السيطرة على قناة السويس أو الخليج العربي). ففي سياق الشرق الأوسط، ومع وجود العديد من التوترات القومية والوطنية والأيديولوجية والعرقية والدينية والقومية القومية الحالية، فقد كان يُنظر إلى سياسات المياه على أنها لعبت دوراً رئيسياً في التوترات بين العراق وسوريا. وتركيا في عام 1990، عندما بدأت تركيا مشروع جنوب شرق الأناضول (المعروف أيضا باسم GAP) إلى سد أجزاء من نهري دجلة والفرات إلى الشمال من الحدود السورية التركية. وقد شكلت سوريا والعراق نفسيهما دون السيطرة على ممراتهما المائية، فقامت بتشكيل تحالف، متجاهلة النزاعات السابقة التي قسمتها، لمواجهة قضية السيطرة على المياه. راقب العراق وسوريا بتخوف من بناء سد أتاتورك في تركيا ونظام متوقع من 22 سداً على نهري دجلة والفرات.
وفي الشرق الأوسط، تعبر جميع الأنهار الرئيسية حدوداً دولية واحدة على الأقل، أهمها دجلة والفرات، عبر ثلاث دول كبرى في الشرق الأوسط. وهذا يعني أن الدول والمدن والبلدات الواقعة في اتجاه مجرى النهر في المرحلة التالية تتأثر بشكل كبير بتصرفات وقرارات مجموعات أخرى لا تملك سوى القليل من السيطرة العملية عليها. وعلى وجه الخصوص، يتضح هذا من خلال قطع إمدادات المياه من دولة إلى أخرى، مثلما تؤثر قضايا تلوث الهواء على الدول المحيطة التي تنتج التلوث في البداية. ويعتقد أن ما يصل إلى 50٪ من المياه المطلوبة لأي دولة محددة في الشرق الأوسط تجد مصدرها في دولة أخرى.

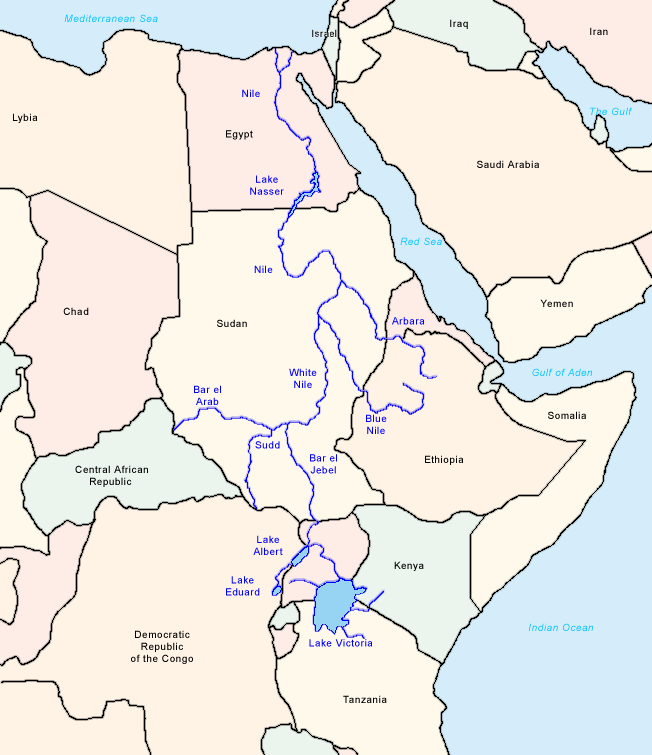
خريطة توضح مسار نهر النيل والدول المتشاطئة

ووفقًا لهيئة الإذاعة البريطانية، فقد نمت قائمة البلدان «الشحيحة بالمياه» في المنطقة من ثلاثة في عام 1955 إلى ثمانية في عام 1990، ومن المتوقع إضافة 7 بلدان أخرى في غضون 20 عامًا، بما في ذلك ثلاث دول في النيل (نهر النيل مشترك بين تسعة بلدان). فوفقاً للرئيس المصري السابق حسني مبارك، فإن النقطة الوحيدة التي يمكن أن تواجهها مصر في القرن الحادي والعشرين هي السيطرة على موارد المياه العذبة. فمع هبوط معدلات الخصوبة كبيرة، فإن مسألة توزيع المياه في الشرق الأوسط لن يتم رفضها بسهولة.

خريطة توضح مسار النظام الناقل للمياه بإسرائيل

ويبين تقرير حديث بعنوان "التعاون في مجال المياه من أجل عالم آمن نشرته مجموعة فورسايت الاستشارية (بالإنجليزية: Foresight)‏ أن التعاون النشط في مجال المياه بين البلدان التي تتقاسم موارد المياه عبر الحدود ترتبط ارتباطا مباشرا بأمن وسلام الدول المعنية. وعلى العكس من ذلك، يرتبط غياب التعاون النشط في مجال المياه ارتباطاً مباشراً بخطر نشوب حرب بين البلدان التي تتقاسم موارد المياه عبر الحدود. يتم التوصل إلى هذا الاستنتاج بعد فحص العلاقات المائية العابرة للحدود في أكثر من 200 حوض نهري مشترك في 148 دولة. تواجه البلدان في الشرق الأوسط خطر الحرب لأنها تجنبت التعاون الإقليمي لفترة طويلة. يقدم التقرير أمثلة للتعاون الناجح الذي يمكن استخدامه من قبل دول الشرق الأوسط.

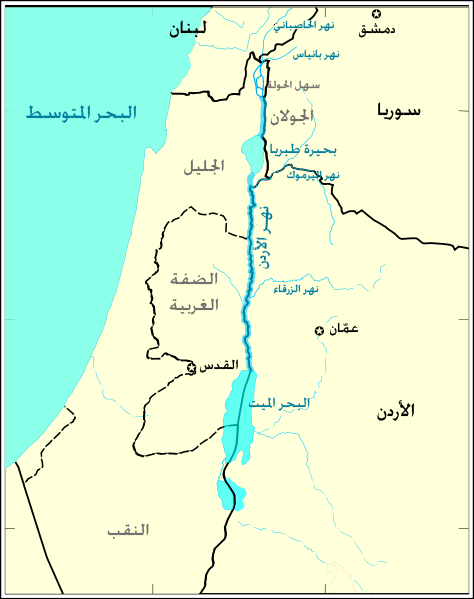
خريطة توضح مسار نهر الأردن والدول المتشاطئة

وبالنسبة للأردن؛ فإنها ليس لدى ها سوى القليل من المياه، وقد خفضت السدود في سوريا مصادر المياه المتوفرة لديها على مر السنين. وفي مواجهة هذا النقص في المياه، يقوم الأردن بإعداد تقنيات جديدة لاستخدام موارد المياه غير التقليدية، مثل الاستخدام غير المباشر لمياه الري وتقنيات إزالة الملوحة، وهي مكلفة للغاية ولا تُستخدم بعد. سيبدأ قريباً مشروع تحلية المياه في منطقة حقبان جنوب عمان. وسيكلف مشروع المياه الجوفية لديسي، في جنوب الأردن، 250 مليون دولار على الأقل لإخراج المياه. جنبا إلى جنب مع سد الوحدة على نهر اليرموك، وهو واحد من أكبر المشاريع الاستراتيجية في الأردن. تم اقتراح السد لأول مرة في عام 1953 كجزء من الخطة الموحدة لبعثة جونستون؛ ومع ذلك، منعت الخلافات السياسية بين إسرائيل والأردن البناء من البداية حتى عام 2004. يتم سرد السد حاليا بأنه «تحت الإنشاء» على الموقع الإلكتروني للمقاول التركي أوزالتين.
وبموجب معاهدة السلام الأردنية الإسرائيلية في عام 1994، وافقت إسرائيل على توفير 50 مليون متر مكعب (1.8 مليار قدم مكعب) من المياه إلى الأردن سنوياً. ووفقاً للمعاهدة، فإن البلدين سيتعاونان من أجل السماح للأردن بالحصول على موارد مائية أفضل، ولا سيما من خلال السدود على نهر اليرموك.
توفر مرتفعات الجولان 770 مليون متر مكعب (27 مليار قدم مكعب) من المياه سنوياً إلى إسرائيل، وهو ما يمثل ثلث استهلاكها السنوي. [بحاجة لمصدر] تتدفق مياه الجولان إلى بحر الجليل - أكبر محمية في إسرائيل - ومن ثم إعادة توزيعها في جميع أنحاء البلاد من قبل الناقل المائي الوطني الإسرائيلي.
تعتبر المياه قضية مهمة في الصراع العربي الإسرائيلي - وفي الواقع، ووفقا لرئيس الوزراء الإسرائيلي السابق أرييل شارون، كان ذلك أحد أسباب حرب الأيام الستة عام 1967. من الناحية العملية، كان الوصول إلى المياه بمثابة داع للحرب على إسرائيل. [بحاجة لمصدر]وقد نصت المادة 40 من الفقرة باء من اتفاقيات أوسلو في 28 سبتمبر 1995 أنه على «إسرائيل الاعتراف بحقوق الفلسطينيين في المياه في الضفة الغربية».
تحصل إسرائيل على المياه من أربعة مصادر: مياه الأمطار التي تتدفق بشكل طبيعي إلى بحر الجليل ونهر الأردن (36٪)، طبقات المياه الجوفية (28٪)، طبقة المياه الجوفية الساحلية (14٪)، وإعادة تدوير المياه (حوالي 23٪). تقريبا كل المياه المستخدمة في المناطق الفلسطينية غير مياه الأمطار مستمدة من طبقات المياه الجوفية (طبقة المياه الجوفية ج 52٪، الجوفية الساحلية 48٪). لم تقم السلطة الفلسطينية بتطوير أي مرافق مهمة لمعالجة المياه العادمة. تقع طبقات المياه الجوفية في معظمها تحت الضفة الغربية والمياه الجوفية الساحلية في الأغلب تحت السهل الساحلي الإسرائيلي. سيطرت إسرائيل على الضفة الغربية في عام 1967، بما في ذلك مناطق إعادة التغذية لمستودعات المياه الجوفية التي تتدفق غربًا وشمال غربًا إلى إسرائيل، وتم وضع قيود على الكمية المسحوبة من كل بئر قائمة. في الوقت الحالي، يستهلك السكان ما مجموعه 150 مليون متر مكعب سنويا، أي 115 مليون متر مكعب سنويا من قبل الفلسطينيين و35 مليون متر مكعب سنويا من قبل الإسرائيليين. لقد كانت قضايا استخدام المياه جزءًا من عدد من الاتفاقات التي تم التوصل إليها بين إسرائيل والسلطة الفلسطينية. لهذه الأسباب، فإن مسألة إمدادات المياه لكل من إسرائيل ودولة فلسطين المستقبلية المحتملة هي قضية خطيرة للغاية في اتفاق شامل.

### دراسة حالة: أفريقيا
أوبواسي، غانا هي موطن أحد أكبر مواقع تعدين الذهب في العالم. كان ذلك في عام 1897 عندما تم استخدام أول الآلات لإستخراج الذهب من المنطقة. ومع مرور السنوات، كانت هناك حاجة لاستراتيجيات جديدة لتحديد طرق «معالجة الخامات». بحلول عام 1908، تم إحضار كيميائي رائد للمساعدة في الاستراتيجيات وجلب طريقة أسترالية «السحق الجاف وتحميص التحضير للعلاج مع الساينايد». ونتيجة لذلك، فقد تعرضت العديد من الأنهار ومناطق الصيد وأنظمة الري للتلف بشكل طفيف ولكنه دائم. حاولت صناعة التعدين التعويض عن طريق بناء المواسير الجانبية، ولكن بالنسبة للكثيرين، لم يكن لها فائدة. كان متوسط كمية التلوث في نظام المياه يوازي أكثر من 10 إلى 38 ضعف الحد الأقصى المسموح به بموجب القانون. المصدران الرئيسيان للتلوث هو مسحوق الزرنيخ الذي يتدفق من المطاحن [35] وكمية المياه الجوفية المتسعة التي يتم التخلص منها عبر السدود.«وهكذا في معالجة خام الذهب، قد يحتوي الغبار على جسيمات من الخام وأكسيد الحديديك وأكسيدات الزرنيخ والكبريت». ثم ينقل الغبار إلى الغلاف الجوي ويستقر على التربة والبشر والأنهار. تتلقى أوبواسي أمطارًا سنوية عالية بسبب الغابات المطيرة الاستوائية المحيطة بها (Smedley، 1996,464). وأثناء هطول الأمطار، «يمكن أكسدة الغبار إلى ثالث أكسيد الكبريت في الهواء وتحويله إلى كبريتات في الندى ومياه الأمطار». التربة هي الهدف الرئيسي للتلوث لأن التربة ملوثة وأي نبات ينمو ويتحلل يعود مباشرة في التربة مما يؤدي إلى تلوث المياه الجوفية. ومع ذلك، فإن المياه الجوفية ليست ملوثة كما هو الحال في الجداول أو الأنهار، ويرجع ذلك أساسا إلى عملية تذويب عالية للزرنيخ وبسبب صخور القاع التي تمثل طبقة شبه عازلة بين المياه الجوفية والتربة. "العيب الوحيد هو أن كل ما يترسب على التربة السطحية يمكن حمله إلى أعماق أكبر مع مرور الوقت بمياه الأمطار  (Gish et al، 2010، 1973)". والمناطق الأكثر تضرراً هي الأكثر قرباً من المناجم، ولكن مع الرياح التي تحمل الغبار، تتلوث المناطق التي تبعد مئات الأميال عن المواد الكيميائية. وبسبب الإنتاج المكثف للمواد الكيميائية من مصانع التعدين وانسكاب المواد السامة، فإن العديد من الأنهار والجداول والبحيرات وأنظمة الري قد تضررت أو عفا عليها الزمن. لقد تأثر السكان المحليون بشكل كبير بهذه الظاهرة. لقد شهد السكان التغيرات البيئية وخاصة في الماء. تطفو الحمأة على الجداول التي كانت في يوم من الأيام مصادر رئيسية لمياه الشرب وفقًا للسكان المحليين. وقد انتهت جميع مظاهر الحياة البحرية في الأنهار والجداول بسبب ارتفاع كميات المواد الكيميائية في المياه. ووفقًا لـمؤسسة أكشن ايد (بالإنجليزية: Action Aid)‏، فإن السكان شاهدوا مواسير وهي تدفق النفايات مباشرة إلى الجداول والأنهار المحلية التي كانت ترسب النفايات بشكل مباشر في بعض الأحيان مما تسبب في إغراق مجاري المياه والأنهار (2006,11).وقد عانى العديد من المزارعين المحليين بشدة من تلوث المياه وبسبب أنظمة الري التي تستخدم المياه الملوثة لري التربة الملوثة كذلك. ونتيجة لذلك لم تعد التربة صالحة للاستعمال، مما تسبب في قتل محاصيلهم وتوقف أعمالهم. ايضاً، تأثر الأطفال بالتلوث. ووفقاً لمنظمة «أكشن إيد»، فإن مياه الفيضانات قد غمرت العديد من المدارس، مما تسبب في ترك الأطفال للمدرسة، وأحياناً بشكل دائم. حاولت آنج جولد آشانتي التعويض عن إمدادات المياه الملوثة بإمداد المواسير، ولكن هذه كانت أيضًا غير مجدية بالنسبة للسكان المحليين. فقد تم تركيب المواسير الجانبية في الأربعينيات والخمسينيات التي تلوثت الآن بالزرنيخ من المطاحن. ويدعي موظفو قسم الإنتاج الحيواني أن هذا يرجع إلى كونهم مصنوعين من الحديد، لكن الدراسات أظهرت كميات كبيرة من الزرنيخ في المياه. تم قطع العديد من المواسير الجانبية أو التي عفا عليها الزمن. وهذا يؤدي إلى أن يسير السكان على بعد 1.5 ميل على الأقل ليحصلوا على المياه النظيفة. كل العمل الذي يتعين على السكان المحليين المرور به للحصول على المياه النظيفة لا مبرر له. فهو لم يقدم أي تعويض للسكان المحليين عن الأضرار التي لحقت بمياههم وبيئتهم.

### دراسة حالة: نهر الأردن
يعتبر نزاع نهر الأردن، والمعروف باسم «الحرب على المياه» مثالاً للنزاع العابر للحدود بين إسرائيل والأردن ولبنان وفلسطين. حيث بدأ نزاع المياه في عام 1953 نتيجة لسوء سياسة المياه والإدارة بين الدول المتشاركة في النهر. وبدأ النزاع مع نية الأردن في ري الأراضي باستخدام حوض مشترك لأغراض زراعية واقتصادية، ردا على ذلك، أغلقت إسرائيل أبواب سد في بحر الجليل، مما أدى إلى استنزاف المياه المتاحة. بدأت المفاوضات مع خطة بينجر Bunger التي من شأنها تخصيص المياه من نهر الأردن إلى حد ما بين الدول المحيطة بها، ومع ذلك أعلنت إسرائيل عدم الاعتراف بحقوقها المائية. نتج عن تبعات نزاع نهر الأردن حدوث أضرار اقتصادية للري والزراعة والإنتاج والموارد لجميع الدول المتشاركة المعنية. وتسجل منظمة الصحة العالمية أن إجمالي الخسارة الاقتصادية العالمية المرتبطة بعدم كفاية سياسات المياه والإمداد والصرف الصحي تقدر بنحو 260 مليار دولار أمريكي سنوياً. ويدل صراع نهر الأردن على عدم كفاءة السياسات المائية العابرة للحدود، التي ساهمت في هذه الخسارة الاقتصادية العالمية السنوية. وحاولت المفاوضات في الوقت الحالي تأسيس فجوة عادلة وحصة من نهر الأردن، ولكن لم تحقق نجاحًا يذكر.

### دراسة حالة: بحر آرال

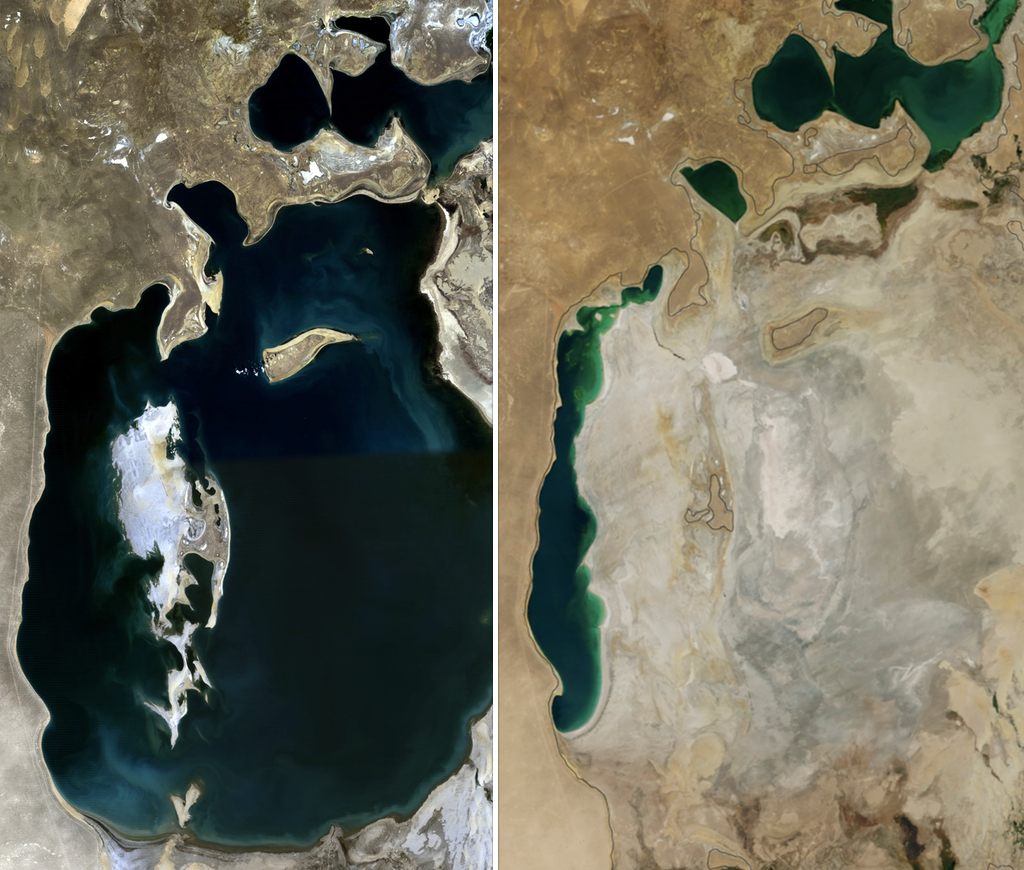
صورة وضح انحصار المياه ببحر آرال في الفترة بين عامي 1989-2014م

نزاع المياه في بحر آرال هو نزاع مستمر عابر للحدود يبدأ منذ عام 1991 بين كازاخستان وقرغيزستان وتركمنستان وطاجيكستان وأوزبكستان. أدت الأسباب الاجتماعية مثل التنمية الاقتصادية والنمو السكاني والطلب على الكهرباء والتلوث إلى ندرة المياه. فقد أدت ندرة المياه إلى توافر محدود لتخصيص المياه بكفاءة بين الدول المجاورة. ولقد أثرت ندرة المياه على العديد من جوانب الحياة والموارد مثل: الأسماك والتنوع البيولوجي والمياه وتلوث الهواء والأراضي الزراعية وتوافر النظام الإيكولوجي. لقد أثرت السياسات والإدارة السيئة للمياه سلبًا على اقتصاد الدول المحيطة بها وأوجد ضغطًا على الموارد التي تعتبر بالغة الأهمية للقطاع الزراعي. تشير الأبحاث إلى أن ندرة المياه يمكن أن تكلف المناطق ما يصل إلى 6٪ من ناتجها المحلي الإجمالي وتسبب الهجرة، مما يؤثر سلبًا على الاقتصاد المحلي. كانت هناك محاولات متعددة لحل الصراع من منظمات مختلفة مثل اللجنة المشتركة لتنسيق المياه، والمجلس المشترك بين الدول لبحر الآرال، وبرنامج حوض بحر آرال، ولكن القضية لا تزال جارية.

## الاقتصاد العالمي
لقد أفادت العولمة الاقتصاد بشكل كبير من خلال زيادة التجارة وإنتاج الغذاء والطاقة والسلع. ومع ذلك، فإن زيادة التجارة وإنتاج السلع تتطلب كميات كبيرة من المياه، وفي الواقع، تتوقع بلدان منظمة التعاون والتنمية في الميدان الاقتصادي أنه بحلول عام 2050، سيزيد الطلب العالمي على المياه بنسبة 55٪. أعلنت العديد من الدول والمنظمات وبشكل صريح عن وجود أزمة بالمياه. تعتبر المياه موردًا محدودًا يتم تقاسمه بين الدول وداخل الدول وكل أصحاب المصالح المتعددة والمنظمات الخاصة. هناك ما يقارب من 50٪ من جميع المياه المتاحة التي تقع بين دولتين أو أكثر. كما تتطلب السياسة والإدارة المائية تخصيص المياه بكفاءة من خلال السياسات والتعاون بين الدول المتشاركة. فجدير بالذكر أنه يمكن لسياسات وممارسات المياه السيئة أن تؤدي إلى نزاع مائي، وهو أمر أكثر شيوعا حول المياه العذبة بسبب ضرورته للبقاء. فالبلدان التي لديها إمدادات أكبر بالمياه تحقق نجاحًا اقتصاديًا أكبر بسبب الزيادة في الأعمال الزراعية وإنتاج السلع، في حين أن الدول التي لديها قدرة محدودة على الوصول إلى المياه، حققت نجاحًا اقتصاديًا أقل. هذه الفجوة في النجاح الاقتصادي بسبب توافر المياه يمكن أن تؤدي أيضا إلى نزاع المياه. وقد برزت منظمة التجارة العالمية كشخصية رئيسية في تخصيص المياه من أجل حماية التجارة الزراعية. وأصبح واضحاً أن المياه تعتبر سلعة أساسية في السوق العالمي للنجاح الاقتصادي.

## حقوق الإنسان
المياه ضرورة مطلقة في استدامة الإنسان وبقاءه، فلا يوجد نشاط بشري يمكن أن يستمر دون استخدام الماء سواء كان على مستوى مباشر أو غير مباشر. ولذلك أعلنت الأمم المتحدة أن الحصول على الماء كحق أساسي من حقوق الإنسان بموجب المادتين 11 و 12 من الإتفاق الذي يحدد ويحمي الحقوق على المستوى الدولي. وبالإضافة إلى ذلك، تشمل الأهداف الإنمائية للألفية لعام 2000 المشاركة والتوزيع العادل للمياه كهدف رئيسي. وتعارض الأمم المتحدة والأهداف الإنمائية للألفية خصخصة المياه لأن الماء حق إنساني وكل إنسان له الحق في استخدام المياه. ويستلزم الوصول المتكافئ إلى الماء عدم منح أي فرد امتيازًا على الآخر على المستوى الأساسي المطلق. ولا يمكن السماح ببيع المياه أو تبريرها في إطار الأمم المتحدة على المستوى الأساسي لأن الماء يُنظر إليه كحق إنساني عالمي. تم إنشاء الحق في الماء على وجه التحديد لمساعدة الأفراد الفقراء في البلدان النامية من خلال الوصول العادل إلى المياه لمنع المرض والوفاة. بالإضافة إلى ذلك ، ترتبط حقوق المياه أيضًا بحماية البيئة، وتقوية الاقتصاد وتعزيز نظام توصيل المياه.
لقد تم وضع العديد من الاتفاقات لمحاولة تجنب عدم المساواة والصراع مع استخدام المياه. ومع ذلك، فإن القادة الدوليون يناضلون من أجل إدماج الاتفاقات الثنائية والمتعددة الأطراف لضمان توزيع المياه بشكل عادل ومنصف. على سبيل المثال، هناك ما يقرب من 275 حوضًا للأنهار و 270 خزانًا للمياه الجوفية ذات سياسات كثيرة تعمل لإدارة مشاركة المورد من قبل دولتين أو أكثر. وعلى الرغم من استخدام السياسات في الإدارة المشتركة للمياه، فإن هناك صراعات متعددة بين الأمم بسبب سوء توزيع المياه. وبالمثل، كان هناك أكثر من 300 معاهدة للمياه وقعت دوليا في التعامل مع تقاسم المياه ومع ذلك لا تزال إدارة وتخصيص المياه دون حل. حاليا، تهدف السياسات والاتفاقيات إلى معالجة سياسات المياه والتوزيع بين الدول القومية وهي غير كافية. فالأمم المتحدة لم تقدم مبادرة لإنشاء إطار استراتيجي لمعاقبة الدول التي تعاني من نزاعات المياه. وبدون إنفاذ هذه السياسات والأطر، لا تشعر الدول بالحد الأدنى من الضغط على الامتثال للسياسات، مما يؤدي إلى استمرار الممارسات غير الفعالة لسياسات المياه. كان هناك طلب من البلدان ومجموعات المصالح للأمم المتحدة لوضع سياسة مع القواعد والحدود على تقاسم وتخصيص المياه. يجب أن تتضمن هذه السياسة عقوبات واضحة على الدول التي تتعارض مع حق الإنسان والدولة في الحصول على كميات المياه العادلة.
ومع تناقص توفر المياه يومياً، يزداد الطلب على السياسات والاتفاقات لمعالجة توزيع المياه وتقاسمها. فتعتبر الاتفاقات الثنائية والمتعددة الأطراف أكثر أهمية بالنسبة لبلدان العالم الثالث لأن المياه مورد نادر، وستكون أول من يواجه نقص المياه. الغرض من الاتفاقات هو ضمان حصول جميع الأفراد على المياه كجزء من حقوقهم الإنسانية الأساسية. يمكن للبلدان المتقدمة أن تقدم الموارد للتجارة من أجل المياه، لكن بلدان العالم الثالث ليست بعيدة مثل البلدان المتقدمة النمو وسوف تتخلف عن الركب. إذا لم يتم وضع الاتفاقيات موضع التنفيذ، فلن يكون أمام العديد من دول العالم الثالث خيار سوى اللجوء إلى الحرب من أجل تأمين المياه. فيمكن أن تنشأ حروب المياه من أجل البقاء؛ فقد يؤدي نقص المياه إلى عواقب اقتصادية، وعواقب التنوع البيولوجي، والعواقب البيئية، والمرض، وحتى الموت. تشدد الأمم المتحدة على الماء وترتب له الأولوية كحق من حقوق الإنسان. ومع ذلك، فقد فشلت الأمم المتحدة في وضع سياسة تحقق التوازن المناسب فيما يتعلق بتقاسم المياه وتوزيعها (
).

## سيكولوجيا المياه
يصبح وضع السياسات والاتفاقيات أكثر صعوبة عندما يتم أخذ موضوع علم المياه السيكولوجيا بعين الاعتبار. يُعرف علم النفس المائي بأنه استخدام المياه على المستوى الجزئي أو على المستوى الفردي. فعلم سيكولوجيا المياه هو مفيد لأنه يدرس استخدام المياه على نطاق صغير أو مستوى فردي. فيُنظر إلى هذا العلم على أنه النهج التصاعدي في حين أن علم المياه (السياسة المائية) هو نهج من أعلى إلى أسفل. تاريخياً، لم يُعطِ علمَ المياه الهيدرولوجي الكثير من الاهتمام لأن القادة الدوليين ركزوا على المشاركة والتوزيع العالمي للمياه بدلاً من الاستخدام المحلي. في الوقت الحالي، يطلب القادة الدوليون الآن اهتمامًا عاجلاً ومتزايد من المجتمع الدولي حول موضوع علم سيكولوجيا المياه، لأنه يؤثر بشكل كبير على ندرة المياه. على سبيل المثال، لدى الولايات المتحدة وفرة كبيرة من المياه؛ ونتيجة لذلك، توفر إدارة الولايات المتحدة على المستوى الصغير للمياه قدرة الولايات المتحدة على القيام بأنشطة ترفيهية مثل الحدائق المائية التي توفر مزايا اقتصادية. في حين أن العديد من دول العالم الثالث لا تستطيع الوصول إلى المياه النظيفة وسوف يزداد وضعهم سوءًا مع انخفاض إمدادات المياه. علم سيكولوجيا المياه مهم لأنه يحدد كمية إمدادات المياه في العالم المستخدمة على المستوى الجزئي. وعلاوة على ذلك، فإن استخدام المياه للنشاط الترفيهي بدلاً من الاستدامة يخلق زيادة ملحوظة في الاهتمام الذي يتلقاه علم سيكولوجيا المياه الآن حيث توجد فجوات كبيرة بين توفر المياه في البلدان. تستخدم بعض البلدان المياه بحرية للاستجمام، في حين أن دول أخرى لديها إمدادات محدودة للبقاء، وتواجه سياسات المياه الفعالة هذه القضية من خلال التخصيص الجيد للمياه وإدارتها. يشير علم سيكولوجيا المياه إلى أن اهتمام بعض الأفراد والمجتمعات في بعض البلدان يعتبر سابقة على أهمية المساواة والماء كحق من حقوق الإنسان. ومع ذلك، يمكن للبلدان الاستفادة من الموارد على أي حال، فإن هناك اتفاقات دولية لتجنب نزاع المياه بين الدول من خلال ممارسات توزيع المياه بكفاءة.
كان هناك اقتراح لنهج أكثر توازنا لتقاسم المياه وتوزيعها من خلال مزيج من سياسة واسعة النطاق على المستوى الدولي والسياسة الأصغر (علم سيكولوجيا المياه) بدلا من التركيز بشكل صارم على نهج واحد. ويشمل هذا النهج المتوازن سياسات تم إنشاؤها على مستوى المجتمعات المحلية والمستويات الوطنية من أجل معالجة مسألة تقاسم المياه وتوزيعها (). في الوقت الحالي، لا تدرس علماء السياسة المائية سوى الماء على المستوى الدولي، ويدرس علم سيكولوجيا المياه على المستوى المحلي. ويظهر فشل السياسة المائية على نفسها من خلال الصراعات التي وقعت في الماضي والحاضر بين الدول التي تشترك في إدارة المياه معا. وبالتالي فإن الجمع بين علم السياسة المائية وعلم سيكولوجيا المياه يقوم بمساعدة القادة الدوليين في معالجة مسألة تقاسم المياه. كل من اعلم السياسة المائية وعلم سيكولوجيا المياه لهما مقاربات مختلفة للتعامل مع هذه المسألة ويمكن دمج الأفكار المختلفة لخلق حل أكثر اكتمالاً. كما سيساعد الجمع بين علم السياسة المائية وعلم سيكولوجيا المياه في التعامل مع مسائل مثل التجارة الافتراضية للمياه، ونظم ربط الأنهار، والسدود الكبيرة، وتغير المناخ. تستند الميزة على فرضية أن استخدام المياه يبدأ على المستوى الفردي، مما يؤثر في نهاية المطاف على تصرفات الحكومات والمؤسسات الرئيسية. لا يولي المستوى الدولي سوى القليل من الاهتمام بالشؤون المحلية، ولكن لديه معرفة واسعة بالسياسات الدولية. وفي وقت لاحق، لا يولي المستوى المحلي سوى قدر ضئيل من الاهتمام بالشؤون الدولية، ولكن لديه معرفة كبيرة بشأن استخدام المياه المحلية. وبالتالي، فإن الجمع بين الاثنين يعوض عن عدم الاهتمام بكل مستوى يعطي للآخر. من المهم أيضا أن نلاحظ أن المستوى الفردي له تأثير على المستوى الحكومي، والذي يؤثر على وفرة المياه، والاتفاقات الدولية التي سيتم إنشاؤها. يجب النظر في التوفيق بين علم المياه وعلم المياه في التعامل مع تقاسم المياه. تم إهمال أهمية علم سيكولوجيا المياه في الماضي ولكن أهميته واضحة للغاية في الحاضر والمستقبل.

## الخصخصة
تم التنافس على خصخصة شركات المياه في عدة مناسبات بسبب سوء نوعية المياه، وزيادة الأسعار، والمخاوف الأخلاقية. في بوليفيا على سبيل المثال، تمت تلبية خصخصة شركات المياه المقترحة من قبل صندوق النقد الدولي من خلال الاحتجاجات الشعبية في كوتشابامبا في عام 2000، والتي أطاحت بشركة بكتل ، وهي شركة هندسية أمريكية مقرها في سان فرانسيسكو. بدأت شركة سويز بالانسحاب من أمريكا الجنوبية بسبب احتجاجات مماثلة في بوينس آيرس وسانتا وقرطبة بالأرجنتين. ونزل المستهلكون إلى الشوارع للاحتجاج على رفع أسعار المياه بنسبة تصل إلى 500٪ بتكليف من شركة سويز. في جنوب ووسط أمريكا، تملك السويز امتيازات مياه في الأرجنتين وبوليفيا والبرازيل والمكسيك. «المسؤولون البوليفيون يخطئون شركة السويز لعدم توصيلهم ما يكفي من الأسر لخطوط المياه كما هو منصوص عليه في عقدها ولشحن ما يصل إلى 455 دولارًا لتوصيل المياه لوحدة واحدة، أو حوالي ثلاثة أضعاف متوسط الراتب الشهري لموظف المكتب»، وفقًا لما ذكره ميركوري نيوز.
كما اتخذت جنوب أفريقيا خطوات لخصخصة المياه، مما أدى إلى تفشي الكوليرا التي قتلت 200 شخص.
في عام 1997، ساعد مستشارون من البنك الدولي الحكومة الفلبينية في خصخصة منظومة المياه والصرف بمدينة مانيلا ميتروبوليتان. وبحلول عام 2003، سجلت زيادات أسعار المياه بنسبة 81٪ في المنطقة الشرقية للفلبين و 36٪ في المنطقة الغربية. ومع ازدياد تكلفة الخدمات وعدم كفاءتها في ظل الخصخصة، انخفضت إمكانية حصول الأسر الفقيرة على المياه. في أكتوبر / تشرين الأول 2003، أفاد تحالف الحرية من الديون أن تناقص إمكانية الحصول على المياه النظيفة أدى إلى تفشي الكوليرا وأمراض الجهاز الهضمي الأخرى.
خصخصة المياه هي إستراتيجية تستخدم لتوفير إمدادات آمنة ومستدامة من المياه من المنظمات الخاصة بدلا من توفير القطاع العام لهذه الخدمة. حيث تستلزم خصخصة سياسات المياه إعادة تنظيم توزيع المياه من القطاع العام إلى القطاع الخاص عن طريق خصخصة وتسويق المياه. وتفقد الحكومة إدارة السياسة المائية لمنظمة خاصة بحيث تخصص المنظمات الخاصة الماء على أساس آليات الرأسمالية. إن التسويق التجاري لسياسات المياه في القطاع الخاص يوزع المياه على أساس المبررات التي تتعلق بالربحية الاقتصادية.
تاريخيا، أدت خصخصة المياه إلى نزاعات مدنية، واحتجاجات وحروب. وتصنف الأمم المتحدة الحصول على مياه الشرب النظيفة كحق إنساني عالمي. ولكن لا توفر خصخصة المياه الماء كحق عالمي من حقوق الإنسان، ولكنها توفر المياه على أساس الربحية. من الشواغل الرئيسية لخصخصة المياه فقدان السيطرة على مورد حيوي للقطاع العام. فالخصخصة تحد من المساءلة العامة، وتتحمل شركات المياه المتعددة الجنسيات المسؤولية تجاه أصحاب المصلحة، في حين أن القطاع العام مسؤول أمام مواطنيها. تسمح الرقابة العامة على سياسات المياه بمدخلات وشفافية الجمهور. وتحد المنظمة الخاصة من الشفافية لأن المنظمات الخاصة ليست مطالبة بالانفتاح والشفافية للجمهور. بالإضافة إلى ذلك، فإن منظمات المياه الخاصة لديها أهداف وأجندات مختلفة مقارنة بالقطاع العام؛ هذا يمكن أن يخلق صراعا للماء والتوتر بين القطاعين العام والخاص.

### تجربة مدينة مكسيكو سيتي
تم تبني خصخصة المياه في مكسيكو سيتي لمحاربة القلق المتزايد من سوء سياسة المياه التي يوفرها القطاع العام. ففي القطاع العام ، قُدِّر أن مكسيكو سيتي فقدت ما يصل إلى 40٪ من مياهها من خلال الأنابيب المتسربة. وفي عام 1994، خصصت مكسيكو سيتي خدمات المياه الخاصة بها من خلال شركة ديستريتو فيدرل Distrito Federal لمعالجة نقص المياه. وكان السيناريو الاقتصادي والبيئي في ذلك الوقت ضغط على حزب الثورة الديمقراطية لتكييف خصخصة المياه من أجل معالجة نقص المياه. مكسيكو سيتي هي واحدة من الأمثلة القليلة على الخصخصة الناجحة لخدمات المياه. فمن عام 1994 إلى عام 2003، قدمت شركات المياه المتعددة الجنسيات زيادة في جودة خدمات المياه، بينما كان القطاع العام يسيطر على البنية التحتية. ومع ذلك، فقد واجهت مكسيكو سيتي مؤخرا بعض الصعوبات في خصخصة المياه بسبب المفاوضات التعاقدية بين القطاعين العام والخاص، مما أدى إلى توقف كفاءة خدمات المياه.

### تجربة بوليفيا
قامت بوليفيا بخصخصة إمداداتها المائية في مدينة كوتشابامبا في عام 1999 إلى شركة سيمبا، وهي منظمة مياه خاصة متعددة الجنسيات. بعد ذلك، وقعت بوليفيا عقدًا بقيمة 2.5 مليار دولار، خلف الأبواب المغلقة لنظام كوشابامبا المائي إلى أغواس ديل توناري. أدت خصخصة إمدادات المياه في كوشابامبا إلى حرب على المياه، التي بدأت في عام 1999 وانتهت في عام 2000. وقد أدت حرب كوتشابامبا للمياه إلى احتجاجات متعددة وتفشي عنيف استجابة لخصخصة المياه. ووعد أغواس ديل توناري بتوفير الكهرباء والري إلى كوتشابامبا. وبالإضافة إلى ذلك، كفلت Bechtel، وهي أحد المساهمين الرئيسيين في Aguas del Tunari ، زيادة خدمات المياه والصرف الصحي بشكل كبير في ظل الإدارة الخاصة. ومع ذلك، تم إخبار مواطني كوتشابامبا بأن هذه الخدمات ستؤدي إلى زيادة في تكاليف المياه بنسبة 35٪. سنت الحكومة البوليفية القانون 2029 الذي قدم نظام تنازلات فيما يتعلق بتوفير المياه، وأعطى القانون 2029 بشكل أساسي القطاع الخاص احتكار المياه والحقوق الحصرية للمياه داخل كوتشابامبا. كان الهدف من القانون 2029 هو توفير خدمات مياه أكثر كفاءة للمناطق في كوتشابامبا التي يزيد عدد سكانها عن 10.000 مواطن من خلال خصخصة المياه. ولكن تفاقمت الحالة في كوتشابامبا عندما تضاعفت تكلفة المياه، وحتى تضاعفت ثلاث مرات في بعض المناطق. ويرجع الارتفاع في التكاليف إلى بناء مشروع سد ميسكوني والدين الذي خلفه سيمبا. أدت الزيادة الكبيرة في تكلفة إمدادات المياه إلى احتجاجات أدت إلى إغلاق المدينة لمدة أربعة أيام. سرعان ما أصبحت الاحتجاجات السلمية التي قادها أوسكار أوليفيرا عنيفة تسببت في احتجاجات متعددة استمرت أيام مما أدى إلى إعلان الحكومة البوليفية حالة الطوارئ  انتهت حرب المياه في كوتشابامبا مع الرئيس هانغ بانزر الاستقالة من منصبه، تاركة بوليفيا في ظروف مشابهة قبل خصخصة المياه 

## اقرأ أيضاً
- دبلوماسية المياه
- حق المياه
- إدارة المياه
- مياه الشرب المحسنة
- الإدارة المتكاملة للموارد المائية
- قانون المياه
- أزمة المياه
- سياسة المغرب المائية
- إدارة الموارد المائية في مصر الحديثة